# Selección de fútbol de CFU President's XI
El CFU President's XI fue una selección de fútbol creada por la Unión Caribeña de Fútbol conformada por los mejores jugadores caribeños con el fin de participar en la Copa Juvenil de la CFU y en el Torneo Sub-17 de la Concacaf de 2007.

## Historia
Su primer partido oficial fue ante El Salvador en Macoya, Trinidad y Tobago, con una derrota de 0-7. Los siguientes dos juegos no fueron tan diferentes, ya que ambos juegos los perdieron (0-1 ante Bermudas y 0-7 ante Canadá.
El equipo quedó en último lugar en el grupo y no clasificó al Torneo Sub-17 de la Concacaf de 2007, culminando su primer y única aparición internacional, ya que la selección después del torneo fue desaparecida.

## Participaciones

### Campeonato Sub-17 de la Concacaf
| Campeonato Sub-17 de la Concacaf | Campeonato Sub-17 de la Concacaf | Campeonato Sub-17 de la Concacaf | Campeonato Sub-17 de la Concacaf | Campeonato Sub-17 de la Concacaf | Campeonato Sub-17 de la Concacaf | Campeonato Sub-17 de la Concacaf | Campeonato Sub-17 de la Concacaf |
| Año                              | Ronda                            | J                                | G                                | E                                | P                                | GF                               | GC                               |
| -------------------------------- | -------------------------------- | -------------------------------- | -------------------------------- | -------------------------------- | -------------------------------- | -------------------------------- | -------------------------------- |
| 2007                             | No clasificó                     | No clasificó                     | No clasificó                     | No clasificó                     | No clasificó                     | No clasificó                     | No clasificó                     |
| Total                            | 0/1                              | -                                | -                                | -                                | -                                | -                                | -                                |

### Copa Juvenil de la CFU
| Año   | Ronda          | J | G | E | P | GF | GC |
| ----- | -------------- | - | - | - | - | -- | -- |
| 2006  | Fase de grupos | 3 | 0 | 0 | 3 | 0  | 15 |
| Total | 1/1            | 3 | 0 | 0 | 3 | 0  | 15 |